# Línea L25 (Montevideo)
La línea L25 es una línea local de Montevideo, conecta la intersección de  Camino Repetto y la avenida José Belloni con el barrio Nuevos Rumbos.

## Historia
Fue creada el 9 de octubre de 2006 y operada desde sus inicios por la cooperativa Ucot. Su recorrido era mediante circuito y looping con la línea L24 de la Corporación de Ómnibus Micro Este, la cual realizaba el mismo recorrido pero en sentido inverso. El recorrido circulaba por barrios como: Peñarol, Ferrocarril, Colón, Conciliación, La Tablada, Sayago y Paso de las Duranas.
El 11 de julio de 2007, la línea L24 modificó y extendió su recorrido hacia Belvedere, debido a la demanda de la ciudadanía, lo que motivó a la supresión de la línea L25.
Tras catorce años de su supresión, el 1 de marzo de 2021, en el marco del Plan ABC (Apoyo Básico a la Ciudadanía) el cual abarca varios puntos, entre ellos el transporte capitalino, se define la creación de un nuevo servicio de transporte, que atienda a los residentes del barrio Nuevos Rumbos, quienes habían planteado diversas solicitudes - principalmente usuarios de la línea 505, la cual circula por la avenida José Belloni - para contar con una mayor conexión con dicha avenida . Este nuevo recorrido se le adjudicó a la Corporación de Ómnibus Micro Este. 
La creación de este servicio se dio a raíz de la última reestructura de líneas registrada hasta esa fecha, que permitieron una mayor conectividad en distintos barrios de Montevideo. Además, se realizó bajo una nueva administración en la Intendencia de Montevideo

## Recorrido
| Ida - Camino Repetto - José Belloni - Previsión - Cno Paso de la Española - Cno El Águila - Barrio Nuevos Rumbos | Vuelta - Calle Lucero - Cno El Águila - Cno Paso de la Española - Camino Repetto - Barrio Piedras Blancas |

## Horarios
| Línea L25                                     | Todos los días |
| --------------------------------------------- | -------------- |
| Primera/última salida desde Belloni y Repetto | 06:40 20:19    |
| Primera/última salida desde Nuevos Rumbos     | 06:30 20:09    |

Actualizado a los horarios Invierno 2021